# Канада на Зимским олимпијским играма 1972.
Канада је учествовала на једанаестим по реду Зимским олимпијским играма одржаним 1972. године у Сапороу, Јапан. То су биле једанаесте Зимске олимпијске игре на којима су учествовали канадски спортисти.
Од последњих игара у Француској, када су послали 71 учесника, овај пут Канада је послала екипу од 50 спортиста на Игре. Карен Магнусен је постала усамљени канадски медалиста, освојила је сребрну медаљу у уметничком клизању. Ове игре су по броју освојених медаља биле најсиромашније игре за Канаду од 1928. године.
По први пут канадски хокејаши нису учествовали на хокејашком турниру. Главни разлог томе је био забрана учествовања професионалаца из НХЛ лиге. Канађани су протестовали наводећи пример хокејаша из комунистичких држава који су били под пуном платом, али без успеха. У знак протеста су прекинули односе са Међународном хокејашком федерацијом и нису слали своје представнике на олимпијаде одржане 1972. и 1976. године.

### Освојене медаље на ЗОИ
| Освојене медаље канадских спортиста на ЗОИ 1972. |                          |       |        |        |        |
| Спортиста                                        | Спорт                    | Злато | Сребро | Бронза | Укупно |
| Карен Магнусен                                   | Уметничко клизање — жене | 0     | 1      | 0      | 1      |
| Укупно                                           | 1                        | 0     | 1      | 0      | 1      |

### Алпско скијање
Мушки
| Скијаш         | Дисциплина | Трка 1  | Трка 1   | Трка 2  | Трка 2   | Укупно  | Укупно   |
| Скијаш         | Дисциплина | Време   | Позиција | Време   | Позиција | Време   | Позиција |
| -------------- | ---------- | ------- | -------- | ------- | -------- | ------- | -------- |
| Дерек Робинс   | Спуст      |         |          |         |          | 2:00.38 | 38       |
| Рето Барингтон | Спуст      |         |          |         |          | 1:58.29 | 32       |
| Џим Хантер     | Спуст      |         |          |         |          | 1:55.16 | 20       |
| Дерек Робинс   | Велеслалом | Дискв.  | –        | –       | –        | Дискв.  | –        |
| Рето Барингтон | Велеслалом | 1:35.22 | 18       | 1:42.02 | 24       | 3:17.24 | 20       |
| Џим Хантер     | Велеслалом | 1:33.83 | 13       | 1:39.15 | 10       | 3:12.98 | 11       |

Слалом - мушки
| Такмичар       | Класификација | Класификација | Финале     | Финале   | Финале  | Финале   | Финале     | Финале   |
| Такмичар       | Време         | Позиција      | Време 1    | Позиција | Време 2 | Позиција | Укупно     | Позиција |
| -------------- | ------------- | ------------- | ---------- | -------- | ------- | -------- | ---------- | -------- |
| Џим Хантер     | 1:47.16       | 4             | 1:02.02    | 31       | 59.50   | 20       | 2:01.52    | 19       |
| Рето Барингтон | дискв.        | –             | 1:04.02    | 34       | 59.23   | 19       | 2:03.25    | 23       |
| Дерек Робинс   | није завр.    | –             | није завр. | –        | –       | –        | није завр. | –        |

Жене
| Такмичар     | Дисциплина | Трка 1 | Трка 1   | Трка 2     | Трка 2   | Укупно     | Укупно   |
| Такмичар     | Дисциплина | Време  | Позиција | Време      | Позиција | Време      | Позиција |
| ------------ | ---------- | ------ | -------- | ---------- | -------- | ---------- | -------- |
| Кети Крејнер | Спуст      |        |          |            |          | 1:43.68    | 33       |
| Џуди Крафорд | Спуст      |        |          |            |          | 1:41.75    | 27       |
| Лори Крејнер | Спуст      |        |          |            |          | 1:41.00    | 20       |
| Каролин Отон | Спуст      |        |          |            |          | 1:40.92    | 18       |
| Каролин Отон | Велеслалом |        |          |            |          | 1:38.29    | 29       |
| Џуди Крафорд | Велеслалом |        |          |            |          | 1:35.60    | 24       |
| Дајан Прат   | Велеслалом |        |          |            |          | 1:33.59    | 15       |
| Лори Крејнер | Велеслалом |        |          |            |          | 1:32.48    | 4        |
| Кети Крејнер | Слалом     | 50.55  | 19       | 49.72      | 15       | 1:40.27    | 14       |
| Дајан Прат   | Слалом     | 49.32  | 17       | није завр. | –        | није завр. | –        |
| Лори Крејнер | Слалом     | 48.81  | 15       | 48.49      | 12       | 1:37.30    | 12       |
| Џуди Крафорд | Слалом     | 47.12  | 5        | 46.83      | 6        | 1:33.95    | 4        |

## Боб
| Екипа | Такмичари              | Дисциплина | Трка 1  | Трка 1   | Трка 2  | Трка 2   | Трка 3  | Трка 3   | Трка 4  | Трка 4   | Укупно  | Укупно   |
| Екипа | Такмичари              | Дисциплина | Време   | Позиција | Време   | Позиција | Време   | Позиција | Време   | Позиција | Време   | Позиција |
| ----- | ---------------------- | ---------- | ------- | -------- | ------- | -------- | ------- | -------- | ------- | -------- | ------- | -------- |
| КАН-1 | Ханс Гериг Ендру Фолдс | двојац     | 1:18.82 | 20       | 1:18.36 | 20       | 1:15.66 | 17       | 1:16.06 | 17       | 5:08.90 | 18       |
| КАН-2 | Боб Стори Мајкл Хартли | двојац     | 1:18.49 | 18       | 1:16.70 | 8        | 1:14.90 | 13       | 1:15.61 | 15       | 5:05.70 | 14       |

| Посада | Такмичари                                             | Дисциплина | Трка 1  | Трка 1   | Трка 2  | Трка 2   | Трка 3  | Трка 3   | Трка 4  | Трка 4   | Укупно  | Укупно   |
| Посада | Такмичари                                             | Дисциплина | Време   | Позиција | Време   | Позиција | Време   | Позиција | Време   | Позиција | Време   | Позиција |
| ------ | ----------------------------------------------------- | ---------- | ------- | -------- | ------- | -------- | ------- | -------- | ------- | -------- | ------- | -------- |
| КАН-1  | Ханс Гериг Дејвид Ричардсон Питер Блејкли Ендру Фолдс | Четверосед | 1:12.61 | 15       | 1:12.43 | 9        | 1:10.76 | 5        | 1:12.26 | 16       | 4:48.06 | 13       |